# Margaret’s Castle

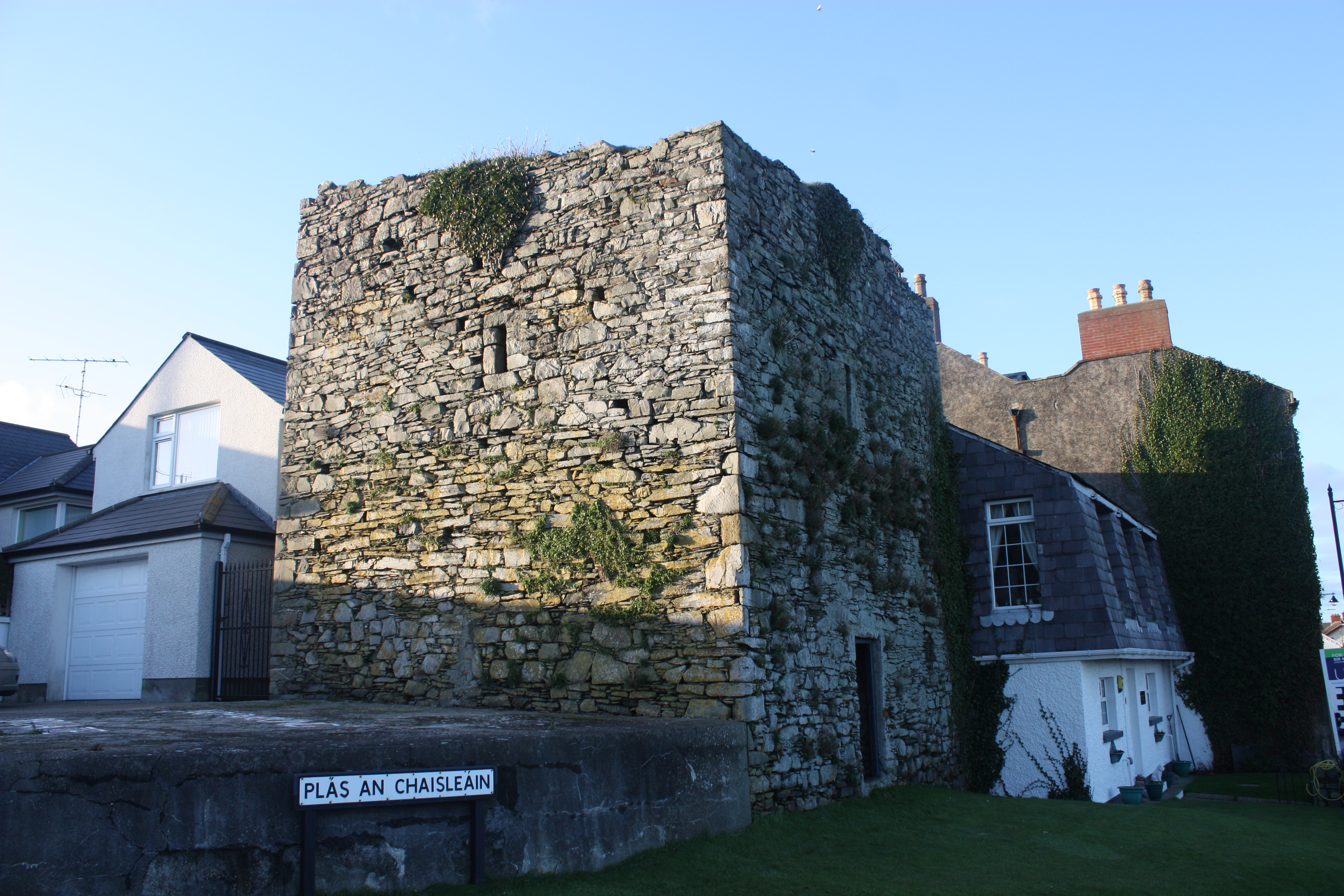
Margaret’s Castle im November 2010

Margaret’s Castle ist eine Burg in Ardglass im nordirischen County Down. Es handelt sich um einen kleinen Wohnturm, der vermutlich im 15. Jahrhundert errichtet wurde. Heute existieren nur noch zwei Stockwerke, aber es gibt Beweise dafür, dass das Gebäude mindestens drei Stockwerke hoch war. Das Erdgeschoss hat einen rechteckigen Grundriss und eine Gewölbedecke. An der Nordwestmauer springen Tourellen hervor. Der Eingang zwischen den beiden Tourellen war mit einer Meurtrière versehen. In der westlichen Tourelle ist eine Wendeltreppe eingebaut.
Margaret’s Castle ist ein Scheduled Monument im Townland von Ardglass im District Newry, Mourne and Down.
In Ardglass gab es mindestens sechs Burgen und von vieren sind heute noch Reste erhalten: Ardglass Castle, Cowd Castle, Jordan’s Castle und Margaret’s Castle.